# Верхній Ташбукан
Верхній Ташбука́н (рос. Верхний Ташбукан, башк. Үрге Ташбүкән) — присілок у складі Гафурійського району Башкортостану, Росія. Входить до складу Ташбуканівської сільської ради.
Населення — 55 осіб (2010; 84 в 2002).
Національний склад:
- башкири — 100%